# 長崎海軍伝習所

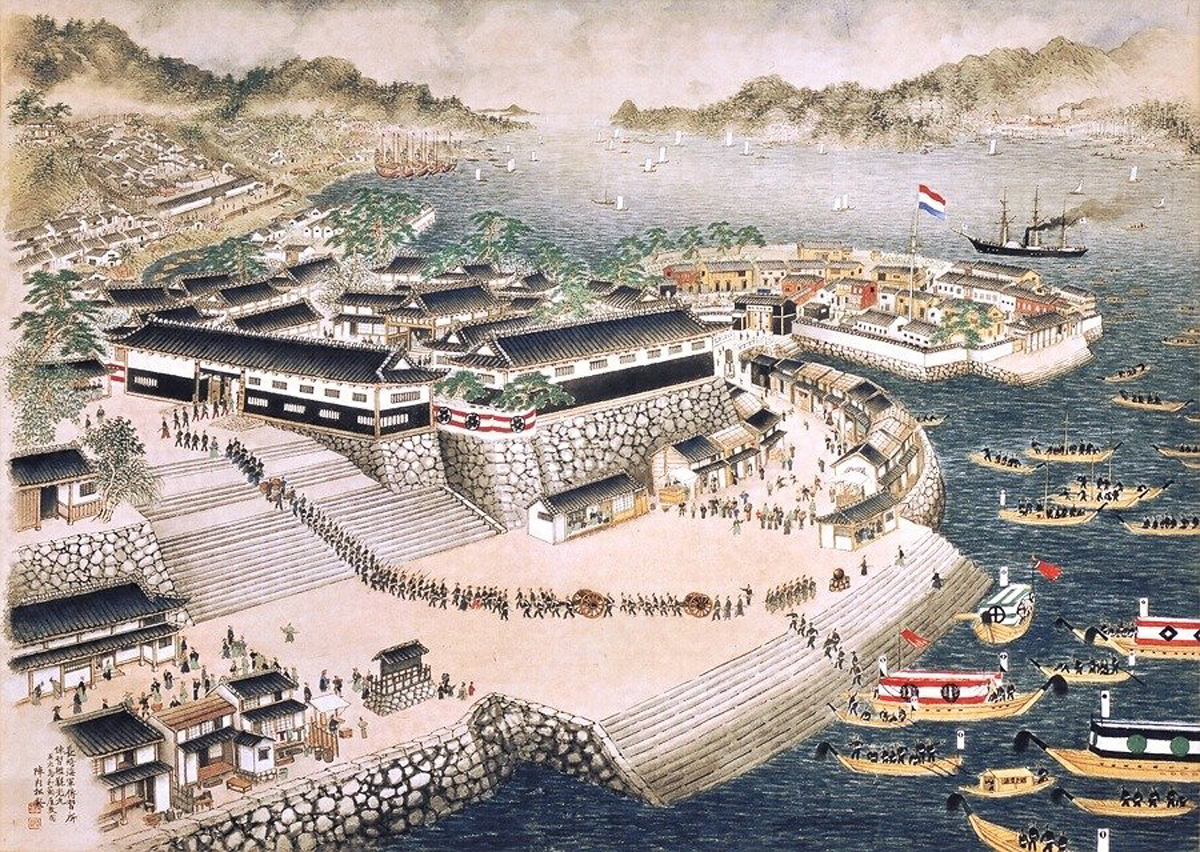
「長崎海軍伝習所絵図」鍋島報效会蔵

長崎海軍伝習所（ながさきかいぐんでんしゅうじょ）は、安政2年（1855年）から江戸幕府が海軍士官養成のため長崎で実施した海軍伝習のことをさす名称。組織としての長崎海軍伝習所なるものは存在はしていない。
幕臣や雄藩藩士から選抜して、オランダ軍人を教師に、蘭学（蘭方医学）や航海術などの諸科学を学ばせた。築地の軍艦操練所の整備などにより安政6年（1859年）に閉鎖された。
併設された飽浦修船工場、長崎製鉄所は、長崎造船所の前身となった。

## 概要
幕府海軍の養成を目的としたので、軍艦の操縦だけでなく造船や医学、語学などの様々な教育が行われた。例えば、ポンペ・ファン・メーデルフォールトによる医学伝習は、物理学・化学に基礎を置く日本の近代医学の始まりとなった。派生した長崎養生所・長崎英語伝習所は、後の長崎大学の基となった。また、第二次教師団看護長のインデルマウンは家業の活版印刷術を教授した。この近代的な活版術の導入に関わった本木昌造と平野富二は後に明治政府から従五位を追贈された。
練習艦としては、オランダから寄贈された「観光丸」を振り出しに、委託新造艦の「咸臨丸」「朝陽丸」も到着後に使用されたほか、帆船「鵬翔丸」も購入された。さらに、造船実習を兼ねて「長崎形」（瓊浦形、玉浦形、コットル船）と呼ばれる小型帆船も建造され、完成後は航海練習に使われた。
なお、幕府伝習生が「長崎形」を建造したのに対抗するように、佐賀藩伝習生も同型船「晨風丸」を建造している。

## 沿革
黒船来航後、海防体制強化のため西洋式軍艦の輸入などを決めた江戸幕府は、オランダ商館長の勧めにより幕府海軍の士官を養成する機関の設立を決めた。オランダ海軍からの教師派遣などが約束され、ペルス・ライケン以下の第一次教師団、後にヴィレム・ホイセン・ファン・カッテンディーケ以下の第二次教師団が派遣された。さらに練習艦として蒸気船「観光丸」の寄贈を受けた。
当面の目標は、オランダに発注した蒸気船2隻（後の「咸臨丸」「朝陽丸」）分の乗員養成とされた。そこで安政2年（1855年）に第1期生として、幕府伝習生37名が入校した。さらに、長崎など開港地の沿岸警備要員の要請も急務であったため、翌安政3年（1856年）には第2期生として長崎地役人などからなる幕府伝習生12名が臨時に追加された。その後、近代的な海軍兵学校においては若年の段階から士官養成をすべきとの方針から、第3期生として若手子弟中心の26名が入校した。
また、幕府伝習生以外に諸藩の伝習生の受け入れも行われた。安政2年（1855年）12月1日、日蘭和親条約締結の同日から、計128名（薩摩藩16名・佐賀藩47名・肥後藩5名・長州藩15名・筑前藩28名・津藩12名・備後福山藩4名・掛川藩1名）が伝習を受けた。「咸臨丸」と同型の「電流丸」を発注していた佐賀藩出身者が最も多く、活動も活発であった。
築地に軍艦教授所（後の軍艦操練所）の新設が決まり、安政4年（1857年）3月に総監永井尚志はじめ多数の幕府伝習生は築地に教員として移動した。1858年（安政5年）には佐賀藩の三重津海軍所も稼働した。そのため、長崎海軍伝習生は45名程に減った。永井が伝習所を去ったあと、後任の木村芥舟（木村喜毅）が伝習所の総監（総責任者）に就任するまでの間、岡部長常が代わりに総監を務めた。その後、江戸から遠い長崎に伝習所を維持する財政負担が大きいことが問題となり、幕府の海軍士官養成は軍艦操練所に一本化されることになった。安政6年2月9日（1859年3月13日）に長崎海軍伝習所は閉鎖され、オランダ人教官は本国へと引き上げた。長崎海軍伝習所の閉鎖後、練習艦「観光丸」は佐賀藩に貸与され、[三重津海軍所で運用をつづけられた。長崎海軍伝習所の卒業生たちは、幕府海軍や各藩の海軍、さらには明治維新後の日本海軍でも活躍した。
長崎海軍伝習所の閉鎖後、幕府海軍では本格的な外国人教官からの伝習は行われなかったともされるが、実際には文久元年（1861年）5月頃以降に、「別段練習」という名称でオランダ人一等士官コルネーリスセンによる海軍練習が長崎で行われた。
その後、「富士山丸」の配備に際してフランス軍艦乗員から一時的な指導を受けたり（別名：横浜伝習）、箱館奉行所が独自に外国人船員から指導を受けていた程度であった。唯一、慶応年間になってイギリス海軍からの本格伝習が計画され、慶応4年（1868年）1月開始の予定でトレーシー中佐以下12名の教師団を招聘したが、大政奉還・王政復古により実現せずに終わった。

## 人物

### 総監
- 永井尚志
- 岡部長常
- 木村喜毅

### 教師（ただし第一次教師団・第二次教師団の所属混在かつ脱漏数十名）
- 航海術・運用術 ペルス・ライケン
- 航海術・砲術・測量術 ホイセン・ファン・カッテンディーケ
- 医学・舎密学（化学） ポンペ・ファン・メーデルフォールト
- 医学・舎密学（化学） ヤン・カレル・ファン・デン・ブルーク
- 造船学・砲術 スガラウェン
- 船具学・測量学 エーグ
- 算術 デヨング
- 機関学 ドールニキス
- 機関学 エフエラールス

### 第1期生 安政2(1855)年
総監永井尚志
教授ペルス・ライケン
幕臣勝海舟、矢田堀景蔵、永持亨次郎、望月大象、鈴藤勇次郎、中島三郎助、下曽根信之、佐々倉桐太郎、石井修三、小野友五郎、春山弁蔵、浜口興右衛門、岩田平作、山本金次郎、金沢種米之助
薩摩藩木脇賀左衛門（後権一兵衛）、川村純義
肥後藩池部啓太、小佐井才八、奥山静寂、荘林吉太郎、荘村助右衛門
佐賀藩佐野常民、真木安左衛門
津藩柳楢悦
職人上田寅吉（船大工）、鈴木長吉

### 第2期生 安政3(1856)年
総監木村喜毅
教授カッテンディケ
幕臣伊沢謹吾（頭取）、榎本武揚、肥田浜五郎、伴鉄太郎、松岡磐吉、岡田井蔵、勝海舟（継続）
佐賀藩中牟田倉之助
砲術/通事中村六三郎

### 第3期生 安政4(1857)年
総監木村喜毅
教授カッテンディケ、ポンペ（医学）
幕臣沢太郎左衛門、赤松大三郎、内田恒次郎、合原操蔵、小杉雅之進、田辺太一、根津勢吉、松本良順（医学）、勝海舟
薩摩藩木脇賀左衛門、沖直次郎、本田彦次郎、川南清兵衛、鎌田諸右衛門、加治木清之丞、磯永孫四郎、税所篤、川村純義、五代友厚（継続）
佐賀藩田中久重
福岡藩香西少輔

### 第4期生 安政5(1858)年
長州藩来原良蔵、伊藤俊輔（博文、長州五傑の1人）、野村弥吉（井上勝、長州五傑の1人）

### 別段練習 文久元（1861）年5月頃以降
肥後藩（7月伝習より）池部啓太・荘村助右衛門・兼坂熊四郎・小野敬蔵

## 関連文献
- 金蓮玉『開国期幕府の西洋軍事技術導入過程 : 長崎「海軍」伝習の再検討を中心に』 東京大学〈博士（文学） 甲第31974号〉、2015年。doi:10.15083/00072876。hdl:2261/00072876。NAID 500001492755。
- カッテンディーケ 『長崎海軍伝習所の日々』 水田信利訳、平凡社〈東洋文庫〉、1964年。オンデマンド版2003年